# Lapeirousia fastigiata
Lapeirousia fastigiata är en irisväxtart som först beskrevs av Jean-Baptiste de Lamarck, och fick sitt nu gällande namn av Ker Gawl. Lapeirousia fastigiata ingår i släktet Lapeirousia och familjen irisväxter. Inga underarter finns listade i Catalogue of Life.